# Ларин, Виталий Филиппович
Вита́лий Фили́ппович Ла́рин (29 апреля 1895 , слобода Тростянка, область Войска Донского, Российская империя — 19 декабря 1937, Ростов-на-Дону) — советский партийный и государственный деятель. В 1932—1934 годы председатель Северо-Кавказского крайисполкома, а после его реорганизации, в 1934—1937 годы председатель Азово-Черноморского исполкома. В РСДРП с 1914 года. Член Центральной Контрольной Комиссии РКП(б)—ВКП(б) с 1924 по 1934 год.

## Биография
Родился в слободе Тростянка Область Войска Донского (ныне Волгоградская область) в семье учителя. В 1912 году окончил Усть-Медведицкое реальное училище, поступил на горный факультет Донского политехнического института. В 1914 году вступает в РСДРП, занимается пропагандистской деятельностью. Во время Октябрьской революции избирается председателем революционного комитета Новочеркасска. В годы Гражданской войны руководит подпольщиками города. Участвует в работе I съезда Советов Дона, где его избирают членом ЦИК Донской республики. После переводится в Хопёрский округ, где в качестве комиссара формирует казачьи революционные дивизии на Южном фронте гражданской войны.
После окончательного установления Советской власти, направляется в Ростов-на-Дону в качестве секретаря Донского комитета партии, занимается восстановлением сельского хозяйства. Затем его направляют на Дальний Восток, однако вскоре вспомнив о его геологическом образовании в партии принимают решение о его переброске в Донбасс, где Ларин занимается восстановлением шахт и созданием рудуправлений. С 1922 по 1924 год учится в Коммунистической академии в Москве. в 1928 году назначается председателем в Северо-Кавказскую краевую контрольную комиссию. В ноябре 1932 года избирается председателем Северо-Кавказского крайисполкома, а с 1934 года в связи с изменением административного деления — председателем Азово-Черноморского исполкома. В 1935 году награждается орденом Ленина (№ 1819), с формулировкой — «за выдающиеся успехи в области сельского хозяйства и за перевыполнение государственных планов по сельскому хозяйству».
11 июня 1937 года В. Ф. Ларин был арестован как активный участник троцкистско-зиновьевской организации, расстрелян 19 декабря этого же года. Через 19 лет дополнительным расследованием было установлено, что дело по обвинению Ларина В. Ф. в тягчайших преступлениях сфальсифицировано, и расстрелян он был без решения судебных или несудебных органов, дело было прекращено с полной реабилитацией.

## Память
Именем Виталия Филипповича Ларина названа одна из улиц города Ростова-на-Дону.